# Elaeocarpus ganitrus
Elaeocarpus ganitrus är en tvåhjärtbladig växtart som beskrevs av William Roxburgh. Elaeocarpus ganitrus ingår i släktet Elaeocarpus och familjen Elaeocarpaceae. Inga underarter finns listade i Catalogue of Life.